# Mycterella luteifasciata
Mycterella luteifasciata är en tvåvingeart som beskrevs av Yarom, Freidberg och Papp 1987. Mycterella luteifasciata ingår i släktet Mycterella och familjen lövflugor.
Artens utbredningsområde är Israel. Inga underarter finns listade i Catalogue of Life.